# Cleora elegans
Cleora elegans är en fjärilsart som beskrevs av Charles Oberthür 1884. Cleora elegans ingår i släktet Cleora och familjen mätare. Inga underarter finns listade i Catalogue of Life.